# Un taciturne
Un taciturne est un drame en trois actes de Roger Martin du Gard. Commencée en janvier 1931, la pièce est achevée au printemps, et interprétée le 28 octobre de la même année sous la direction de Louis Jouvet.

## Personnages
- Thierry, 47 ans
- Armand, 44 ans
- Joe, 25 ans
- Le docteur Tricot, 65 ans
- Isabelle, 29 ans
- Wanda, 29 ans
- Léopoldine, 78 ans
- Une femme de chambre
- Un garçon de bureau

### Édition moderne
- Roger Martin du Gard, Œuvres complètes : Volume II, Paris, NRF / Gallimard, coll. « Bibliothèque de la Pléiade » (no 114), 1995 (1re éd. 1955), 1434 p. (ISBN 2-07-010344-7), p. 1239-1353